# Bernat pescaire
El bernat pescaire, agró gris, agró d'hivern, bernat de s'alga a les Balears, bernat pescador a les Terres de l'Ebre, aïró a l'Alguer i garsa reial o agró blau al País Valencià i auró blau, auró gris i agró reial a les Balears, capó d'aigua (a Girona) (Ardea cinerea), és un ocell de grans dimensions de l'ordre dels ciconiformes i de la família dels ardèids. Pot arribar al metre d'alçada i presenta un plomatge grisós que esdevé més lluent durant l'època reproductiva.
En l'actualitat, és una espècie amb molta presència i que es troba en expansió, ja superada una important davallada en molts indrets. Se'n coneixen 4 subespècies:
- Ardea cinerea cinerea (Linnaeus, 1758). Europa, Àfrica, oest d'Àsia.
- Ardea cinerea jouyi (Clark, 1907). Est d'Àsia.
- Ardea cinerea firasa (Hartert, 1917). Madagascar.
- Ardea cinerea monicae (Jouanin & Roux, 1963). Illes Banc d'Arguin, Mauritània.

Al zoo de Barcelona hi ha una colònia de cria estable amb més de 100 nius.

## Hàbitat
Es troba amplament distribuït en multitud de zones humides dels Països catalans (Albufera d'es Grau, Albufera de Mallorca, Albufera de València, delta de l'Ebre, delta del Llobregat, aiguamolls de l'Empordà, mollera d'Escalarre la resta d'Europa, Àsia i Àfrica. Sempre es troba present no gaire lluny de l'aigua, en llocs com aiguamolls, maresmes, estanys, pantans, ribes de rius i llacs. Fa 90 cm d'alçada i quan estira les ales, uns 150 cm.

## Comportament
Els bernats pescaires creixen en colònies mixtes en arbres amb altres espècies com l'esplugabous (Bubulcus Ibis) o martinets blancs (Egretta garzetta), a prop de zones humides, o en jonqueres. Fa un niu compacte amb branquetes.
La seva alimentació és principalment de peixos, granotes i insectes, però també poden capturar petits mamífers i ocells.

## Fotos de l'animal (galeria)

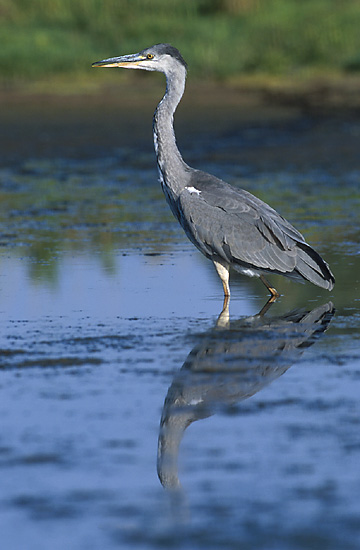
Forma jove
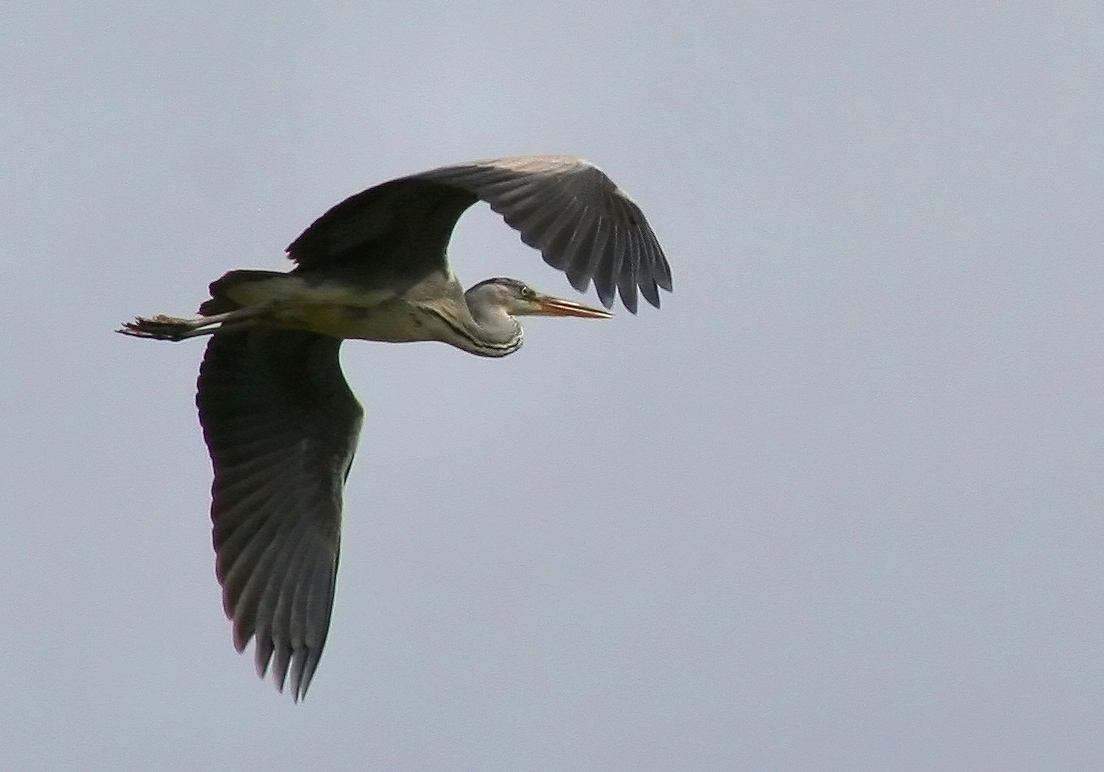
Bernat pescaire volant